# Афиногенова, Ольга Николаевна
О́льга Никола́евна Афиноге́нова (в девичестве — Заец; род. 20 ноября 1975, Балашиха, Московская область) — российский историк-византинист, кандидат исторических наук, заведующий научной редакцией Церковно-научного центра «Православная энциклопедия», преподаватель и доцент МДА, писательница и поэтесса.

## Биография
Родилась в 1975 году в Балашихе Московской области.
В 1993 году поступила на историко-филологический факультет Российского православного Института имени апостола Иоанна Богослова, который закончила в 2000 году. Специализация — история Византийской империи. Присвоена квалификация «Историк. Преподаватель по специальности „История России“».
С 1996 по 1997 год преподавала английский язык в муниципальной гимназии города Балашиха.
В 2001 году была прикреплена к заочной аспирантуре Института всеобщей истории РАН.
С 2002 по 2007 годы — аспирантка Института всеобщей истории РАН.
В 2007 году в Институте всеобщей истории РАН защитила диссертацию на соискание ученой степени кандидата исторических наук на тему: «Культ архангела Михаила в Византийской империи» (научный руководитель — профессор Чичуров Игорь Сергеевич).
С 1998 года работает в Церковно-научном центре «Православная энциклопедия». Должность — заведующий научной редакцией.
В 2014 году — участник Совещания молодых писателей Москвы (семинар прозы).
С 2015 года — преподаватель кафедры Истории и теории церковного искусства МДА.
С 2015 года — член Союза писателей Москвы.
С 2018 года — доцент кафедры Истории и теории церковного искусства МДА.
Преподаваемые в Московской духовной академии дисциплины и практики:
- Методика преподавания теологических дисциплин;
- История византийской культуры;
- Агиография как источник сюжетов в изобразительном искусстве[6].

магистратура:
- История византийской культуры (1 курс, кафедра Истории и теории церковного искусства);
- История византийской литературы (1 курс, кафедра Истории и теории церковного искусства);
- Практика по агиографии, как источнику сюжетов в изобразительном искусстве (2 курс, кафедра Истории и теории церковного искусства)[3].

Имеет профессию редактора научно-исторической литературы. Пишет стихи и прозу. Стихи публиковались в журнале «Сетевая поэзия», в поэтической антологии «Форма огня», в альманахе «Квадрига Аполлона», «КольцоА».
Ответственный секретарь редакции журнала «Плавучий мост». Сетевой псевдоним Helga Haren.
Живёт в Москве. Была замужем (2002-2021) за филологом-классиком и историком-византинистом Дмитрием Евгеньевичем Афиногеновым, детей нет.

## Сочинения
- Культ архангела Михаила в Византийской империи : диссертация … кандидата исторических наук : 07.00.03 / Афиногенова Ольга Николаевна; [Место защиты: Ин-т всеобщ. истории РАН]. — Москва, 2008. — 213 с.

- Счастлив и тот = Fortunatus et ille : роман / Ольга Афиногенова. — Москва : Летний сад, 2017. — 279 с. : ил.; 21 см; ISBN 978-5-98856-294-8 : 500 экз.
- Захожане : повесть и рассказы / Ольга Афиногенова. — Москва : Летний сад, 2020. — 232, [3] с. : цв. портр.; 21 см; ISBN 978-5-98856-403-4 : 500 экз.
- Видения Нового Рима : [роман] : 16+ / Ольга Афиногенова. — Москва : Летний сад, 2021. — 215 с. : цв. портр.; 21 см; ISBN 978-5-98856-463-8 : 500 экз.
- Дом на отшибе / Ольга Афиногенова. Litres, 18 июл. 2022 г.

- О. Н. Афиногенова. Голиндуха, († 591), мц. Персидская (пам. 12 июля) // Православная энциклопедия. — М., 2006. — Т. XI : Георгий — Гомар. — С. 694. — 752 с. — 39 000 экз. — ISBN 5-89572-017-X.
- О. Н. Афиногенова. Маркелл, (ок. 400 - ок. 484/5), прп. (пам. 29 дек.), игум. к-польской обители «неусыпающих» (акимитов) // Православная энциклопедия. — М., 2016. — Т. XLIII : Максим — Маркелл I. — С. 725–728. — 752 с. — 30 000 экз. — ISBN 978-5-89572-049-3.
- О. Н. Афиногенова. Мощи // Православная энциклопедия. — М., 2017. — Т. XLVII : Мор — Муромский в честь Преображения Господня мужской монастырь. — С. 532-537. — 752 с. — 39 000 экз. — ISBN 978-5-89572-054-7.
- Е. В. Барский, О. Н. Афиногенова, Л. В. Прокопенко, М. А. Маханько, Л. Р. Франгулян, С. А. Французов, А. А. Королёв, Е. Е. Макаров, П. А. Тычинская. Михаил, арх., архистратиг небесных сил (пам. 6 сент., 8 нояб.) // Православная энциклопедия. — М., 2017. — Т. XLV : Мерри Дель Валь — Михаил Парехели. — С. 508–517. — 752 с. — 39 000 экз. — ISBN 978-5-89572-052-3.
- Прокопий, вмч. Кесарийский // Православная энциклопедия. М., 2020. Т. 58. С. 325—328

- ГОРОД ГЕРМИИ И ХРАМ СВ. АРХАНГЕЛОВ / Афиногенова О. Н. // Афиногенов Д. Е. Житие прп. Феодора Сикеота. М., 2005. Прил. 1. С. 161—166.
- GREEK VERSION OF APOCRYPHAL WRITING ABOUT STRUGGLE BETWEEN ARCHANGEL MICHAEL AND SATANAEL / Afinogenova O. // Scripta & e-Scripta. 2005. № 3-4. С. 329.
- ГРЕЧЕСКИЙ ВАРИАНТ АПОКРИФА О БОРЬБЕ АРХАНГЕЛА МИХАИЛА И САТАНАИЛА / Афиногенова О. Н. // Scripta & e-Scripta. 2006. № 3-4. С. 329—348.
- К ИЗУЧЕНИЮ БОГОМИЛЬСКОГО МИРОВОЗЗРЕНИЯ НА ПРИМЕРЕ ПЕРЕВОДНОГО ГРЕЧЕСКОГО ИСТОЧНИКА / Афиногенова О. Н. // Славяноведение. 2008. № 5. С. 84-87.
- ЭНКОМИЙ АРХАНГЕЛУ МИХАИЛУ ПАНТАЛЕОНА ДИАКОНА / Афиногенова О. Н. // Theodoulos (Сборник статей памяти И. С. Чичурова). М., 2012. С. 45-52
- ПУТЬ СЛОВА. ОЧЕРКИ О ЛИТЕРАТУРНО-ФИЛОЛОГИЧЕСКОЙ ДИНАСТИИ / Афиногенова О. Н. // Stephanos. 2014. № 1 (3). С. 229—236.
- БОГОМИЛЬСКОЕ СКАЗАНИЕ ОБ АРХАНГЕЛЕ МИХАИЛЕ / Афиногенова О. Н. // Ludováб próyza na Slovensku v kontexte dejíнn slavistiky / Ed. Ћeòòuchováá K.тBratislava, 2015. S. 159—165.
- СВЯТЫЕ БЕССРЕБРЕНИКИ КОСМА И ДАМИАН — ОСОБЕННОСТИ КУЛЬТА / Афиногенова О. Н. // В сборнике: ΧΕΡΣΩΝΟΣ ΘΕΜΑΤΑ: ИМПЕРИЯ И ПОЛИС. Материалы научной конференции. 2016. С. 19-20.
- ОЛЬГА ВИКТОРОВНА ЛОСЕВА (22.02.1971-18 03.2017) / Афиногенова О. Н. // Slověne. 2017. Т. 6. № 1. С. 588—591.
- «ДЕЯНИЯ» АРХАНГЕЛА МИХАИЛА НА ВОРОТАХ МОНТЕ-ГАРГАНО И РОЖДЕСТВЕНСКОГО СОБОРА В СУЗДАЛЕ / Афиногенова О. Н., Воробьева И. Ю. // В книге: III Свято-Владимирские чтения. Материалы международной научной конференции, посвященной 1030-летию Крещения Руси. Редакторы-составители В. В. Майко, Т. Ю. Яшаева. 2018. С. 12-13.
- «ПОВЕСТЬ О ЧУДЕСАХ АРХАНГЕЛА МИХАИЛА» ПАНТОЛЕОНА ДИАКОНА КАК РЕШАЮЩИЙ ЭТАП ФОРМИРОВАНИЯ КУЛЬТА АРХ. МИХАИЛА В ВИЗАНТИИ / Афиногенова О. Н. // Вестник церковного искусства и археологии. 2019. № 1 (1). С. 12-27.
- «ПОВЕСТЬ О ЧУДЕСАХ АРХАНГЕЛА МИХАИЛА» ПАНТОЛЕОНА ДИАКОНА КАК РЕШАЮЩИЙ ЭТАП ФОРМИРОВАНИЯ КУЛЬТА АРХАНГЕЛА МИХАИЛА В ВИЗАНТИИ / Афиногенова О. Н. // Вестник церковного искусства и археологии. 2019. Т. 1. No 1. С. 10-24
- ДВА КАТЕПАНА (…ВСПОМИНАЯ ΧΕΡΣΩΝΟΣ ΘΕΜΑΤΑ) / Афиногенова О. Н. // В сборнике: МИРЫ ВИЗАНТИИ. ΧΕΡΣΩΝΟΣ ΘΕΜΑΤΑ. Сборник научных трудов Международного Византийского семинара. Ответственный редактор Н. А. Алексеенко. Симферополь, 2019. С. 461—463.
- СЕВЕРНОЕ И ЮЖНОЕ ПРИЧЕРНОМОРЬЕ В ЖИТИЯХ ТРЕХ СВЯТИТЕЛЕЙ ЭПОХИ ИКОНОБОРЧЕСТВА / Афиногенова О. Н. // В сборнике: Проблемы истории и археологии средневекового Крыма. Материалы международной научной конференции, посвященной 70-летию А. И. Айбабина. Институт археологии Крыма РАН; Научно-исследовательский центр истории и археологии Крыма Крымского федерального университета им. В. И. Вернадского; Редактор-составитель Э. А. Хайрединова. 2019. С. 26-27.
- РОМАН ДИАКОН И ВАРУЛ ОТРОК / Афиногенова О. Н., Крюкова А. Н. // В сборнике: Православная энциклопедия. Под редакцией Патриарха Московского и всея Руси Кирилла. Москва, 2020. С. 123—125.
- ТЕРМИНОЛОГИЧЕСКИЕ РАЗЛИЧИЯ В НАИМЕНОВАНИИ ЛИКОВ СВЯТОСТИ В ВИЗАНТИИ И НА РУСИ / Афиногенова О. Н. // В сборнике: ΧΕΡΣΩΝΟΣ ΘΕΜΑΤΑ: империя и полис. ХII Международный Византийский семинар : материалы научной конференции. Институт археологии Крыма РАН; Научно-исследовательский центр истории и археологии Крыма Крымского федерального университета им. В. И. Вернадского. 2020. С. 57-58.	0
- ПРОСТРАННЫЕ МУЧЕНИЧЕСТВА НА ОСНОВЕ КРАТКИХ ИСТОЧНИКОВ: МЕТОДИКА ВИЗАНТИЙСКИХ АГИОГРАФОВ / Афиногенова О. Н. // В сборнике: Христианство в археологических и письменных источниках. материалы IX международной научной конференции по церковной археологии. ФГБУК Государственный историко-археологический музей-заповедник «Херсонес Таврический»; ФГБУН «Институт археологии Крыма РАН»; Симферопольская и Крымская епархия; Фонд подержки гуманитарных наук «Моя история». Симферополь, 2020. С. 24-26.
- ОПЫТ ПРЕПОДАВАНИЯ КРИТИЧЕСКОЙ АГИОГРАФИИ СТУДЕНТАМ МОСКОВСКОЙ ДУХОВНОЙ АКАДЕМИИ / Афиногенова О. Н. // В сборнике: ΧΕΡΣΩΝΟΣ ΘΕΜΑΤΑ: империя и полис. XIII Международный Византийский Семинар. Материалы научной конференции. Отв. редактор Н. А. Алексеенко. Симферополь, 2021. С. 69-72.
- ОСОБЕННОСТИ ПОЧИТАНИЯ СВ. ПАРАСКЕВЫ (ПЯТНИЦЫ) В ВИЗАНТИИ, НА РУСИ И В КРЫМУ / Афиногенова О. Н. // В сборнике: Христианство в археологических и письменных источниках. Материалы X международной научной конференции по церковной археологии, посвященной 160-летию Д. В. Айналова. Симферополь, 2022. С. 60-63.
- АРХАНГЕЛ МИХАИЛ КАК ЦЕЛИТЕЛЬ В РУССКИХ ЗАИМСТВОВАНИЯХ ИЗ ВИЗАНТИЙСКОЙ ТРАДИЦИИ / Афиногенова О. Н. // В сборнике: ΧΕΡΣΩΝΟΣ ΘΕΜΑΤΑ: империя и полис. XIV Международный Византийский Семинар. Симферополь, 2022. С. 47-54.
- МУЧЕНИК УАР КАК МОЛИТВЕННИК О НЕКРЕЩЁНЫХ: ИСТОРИЯ АСПЕКТА ПОЧИТАНИЯ / Афиногенова О. Н. // В сборнике: ΧΕΡΣΩΝΟΣ ΘΕΜΑΤΑ: империя и полис. МАТЕРИАЛЫ НАУЧНОЙ КОНФЕРЕНЦИИ. XV Международный Византийский Семинар . Симферополь, 2023. С. 45-48.
- АГИОГРАФИЯ / Афиногенова О. Н. // Большая российская энциклопедия (портал) 25 октября 2023 г.

- Интервью с Геннадием Калашниковым / Афиногенова О. Н. // Плавучий мост № 1 (29)/2022
- «Язык любви, язык чудесный…» / Афиногенова О. Н. // Плавучий мост № 1 (27)/2021
- Голоса / Афиногенова О. Н. // Плавучий мост № 1 (25)/2020
- «Круглый стол». Ведущая: Ольга Афиногенова // Плавучий мост № 1(21)/2019
- Интервью с Владимиром Микушевичем / Афиногенова О. Н. // Плавучий мост № 2 (18)/2018
- Городские пейзажи / Афиногенова О. Н. // Плавучий мост № 4 (16)/2017
- Интервью с Бахытом Кенжеевым / Афиногенова О. Н. // Плавучий мост № 4 (16)/2017